# Ensemble fortifié de la chapelle et du pont de Chevré
L’ensemble fortifié de la chapelle et du pont de Chevré est ce qui reste d’un bourg castral du XIIe - XIIIe siècle, situé sur la commune de La Bouëxière en Ille-et-Vilaine.
Le pont, la chapelle et les ruines du donjon sont inscrits au titre des Monuments historiques depuis 1995.

## Localisation
L'ensemble fortifié de la chapelle et du pont de Chevré est situé au sud-ouest de l'étang de Chevré, au lieu-dit Chevré, sur la commune de La Bouëxière, sur la route reliant les bourgs de Liffré et de La Bouëxière, à 1 900 m de ce dernier.

## Chevré
Le village de Chevré était au Moyen Âge et sous l'Ancien Régime le siège d'une puissante châtellenie ayant droit de haute justice. Selon la légende, il serait situé à l'emplacement de l'ancienne ville gallo-romaine de Gannes, bien qu'aucun élément concret ne vienne soutenir cette affirmation.
La fondation de la chapelle Saint-André et la construction d’une motte castrale (avec probablement une tour en bois) en 1151 par Robert III de Vitré, de la famille de Vitré, pour faire face à ses ennemis de la famille des Goranton-Hervé qui en avait fait construire une non loin à Sérigné, sont à l'origine de la place forte de Chevré.
En 1229 le seigneur de Chevré était le baron André III de Vitré, lequel entre en rébellion contre son cousin le duc de Bretagne Pierre Mauclerc et prêtant allégeance au roi de France Louis IX. Pierre Mauclerc fit attaquer le manoir de Chevré par une bande venue sans doute de Saint-Aubin-du-Cormier, qui tua plusieurs soldats du baron. André III fit alors construire en pierre de taille le donjon de Chevré et en 1237 Pierre Mauclerc, à la suite d'une médiation du roi Louis IX et en échange de terres de la forêt de Rennes, autorise André de Vitré à reprendre ses fortifications à Chevré et à Vitré, André de Vitré se reconnaissant à nouveau comme son vassal.
Au XIIIe siècle, Chevré abrite le mardi un important marché fortifié (la chaussée de l'étang est alors renforcée pour en faciliter l'accès) et, lorsqu'en 1237 le duc (Pierre Mauclerc) veut mettre le même jour un marché dans la ville nouvelle de Saint-Aubin-du-Cormier, André III de Vitré, à qui appartient Chevré, proteste vigoureusement pour faire déplacer la tenue de ce dernier, arguant que celui de Chevré existait depuis plus d'un siècle.
Jean-Baptiste Ogée décrit aussi la paroisse de Chevré en 1778 :

« Chevré-en-La-Bouexière, à peu de distance de la rivière de Vouvre ;  à 4 lieues à l'Est-Nord-Est de Rennes, son évêché ; et à 1 lieue trois quarts de Saint-Aubin-du-Cormier, sa subdélégation. Il s'y exerce une haute justice qui ressort au Siège Royal de Saint-Aubin-du-Cormier, et qui appartient à M. le Duc de la Trimouille, seigneur du lieu. On y compte 1 700 communiants, y compris ceux de la Bouexiere. La collation de la cure appartient à l'Abbesse de Saint-Sulpice. La plus grande partie de ce territoire est occupée par des bois et par des landes. On y voit la forêt du Prince et du bois de Sevailles, et les bois de Chevré & de Villeroi. »

Le village actuel comprend un certain nombre de logis datant de la Renaissance et du XVIIe siècle. Deux accès le relient à l'étang : la voie communale no 20 passant à l'extrémité de celui-ci et sur laquelle se trouve le pont « romain », et un chemin passant entre le château d'un côté et la chapelle de l'autre.

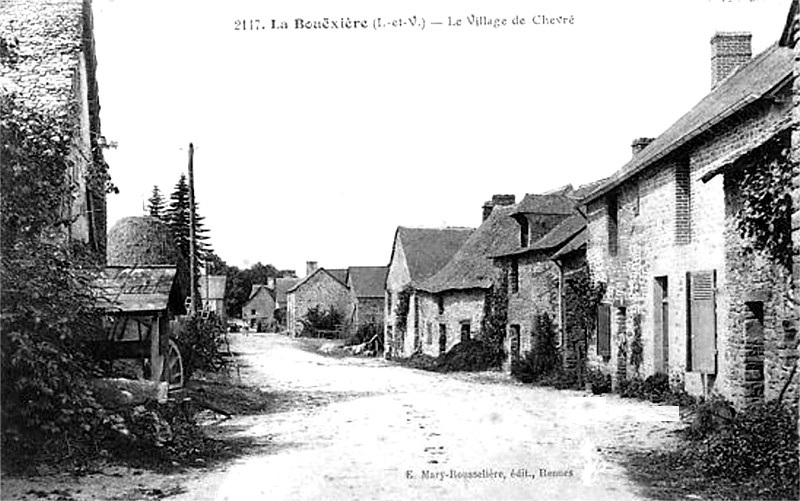
Le village de Chevré au début du XXe siècle (carte postale).
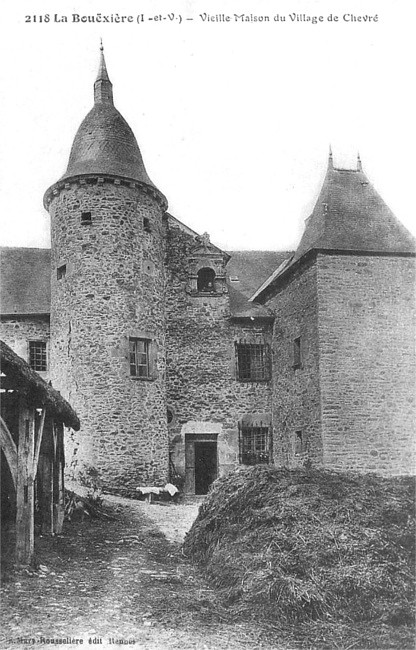
Vieille maison du village de Chevré au début du XXe siècle (carte postale).

« Chevré fut (..) un centre commercial important. On y vendait surtout du poisson de l'étang et des peaux de chèvres, puis de moutons, préparées pour l'habillement des hommes du pays, et que l'on portait encore il y a une cinquantaine d'années » écrit Léon Le Berre en 1938.

## Le pont «romain»
Le pont, bien que surnommé le « pont romain » date du XIIIe siècle et est placé sur une voie romaine, dont Banéat suppose qu'il s'agit de celle reliant Rennes à Bayeux. 
Le pont roman (et non "romain" comme l'indiquent notamment certaines cartes postales anciennes) mesure 15 mètres de longueur et fait 4,40 mètres de largeur : il se compose de sept arches en arc brisé, voûtées en claveaux et blocage de grès, qui reposent sur des piles formées de trois ou quatre assises de gros blocs de granite ; il surmonte le déversoir des Étangs.
Long de 15 m et large de 4,40 m, il est composé de sept arches en arc brisé reposant sur des piles formées de trois ou quatre blocs de granit. Des traces de scellement dans plusieurs des dalles de granit constituant son radier, qui laissent supposer un remploi de matériaux d'un édifice plus ancien, peut-être du pont romain originel.
Le pont surplombe sur son côté ouest le déversoir de l'étang à l'endroit où la Veuvre reprend son cours, et est accolé côté est à une ancienne pêcherie constituée de sept pilastres en granit. Les pilastres et les piles comportent des coulisses au long desquelles glissaient des vannes lorsqu'elle était en service. L'ouvrage Quelques notes sur l'histoire de La Bouëxière, du village de Chevré, du château du Carrefour & de ses environs parle de la pêcherie au présent : elle existait donc encore en 1936.

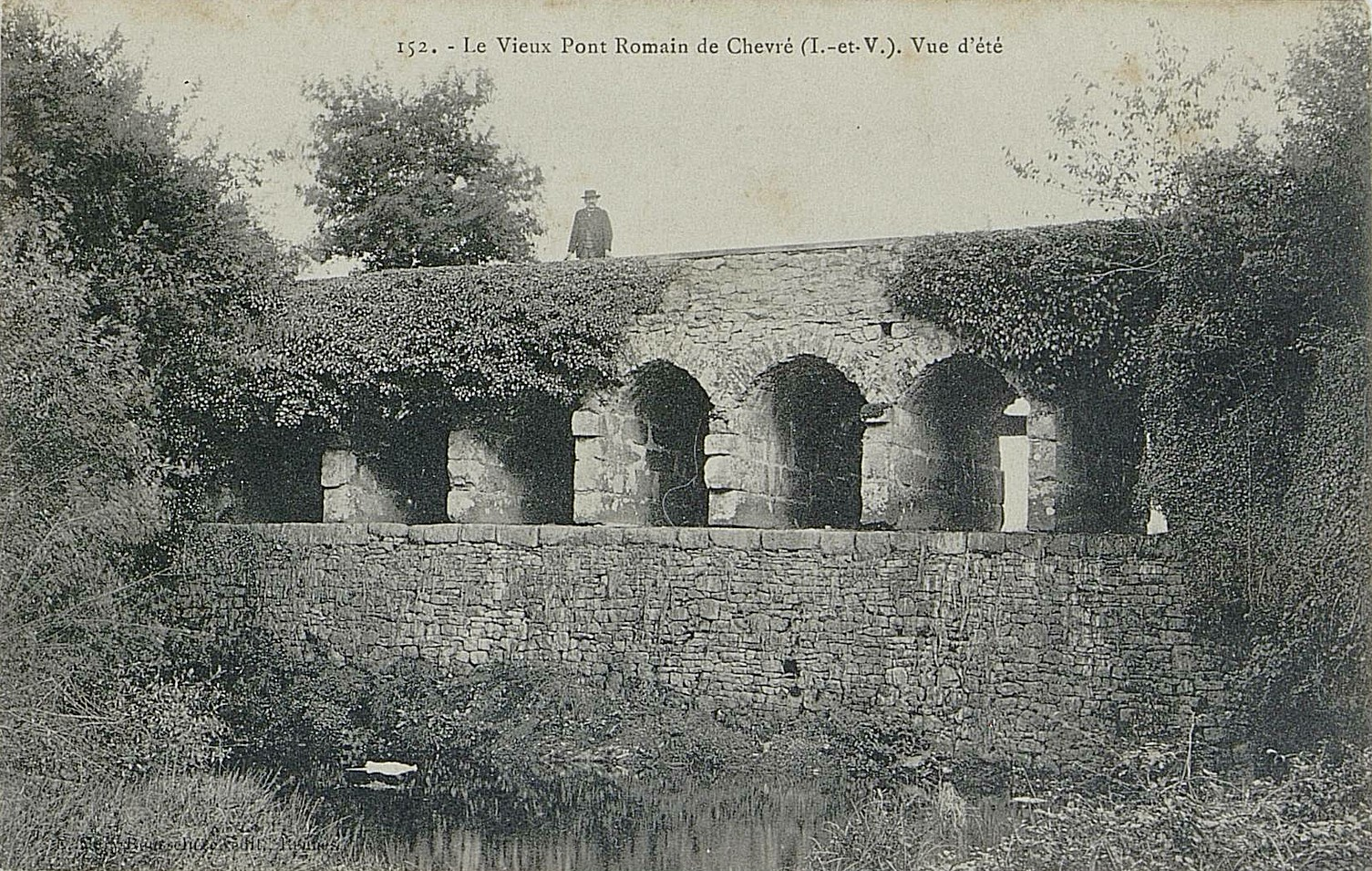
Le vieux pont de Chevré au début du XXe siècle (carte postale).
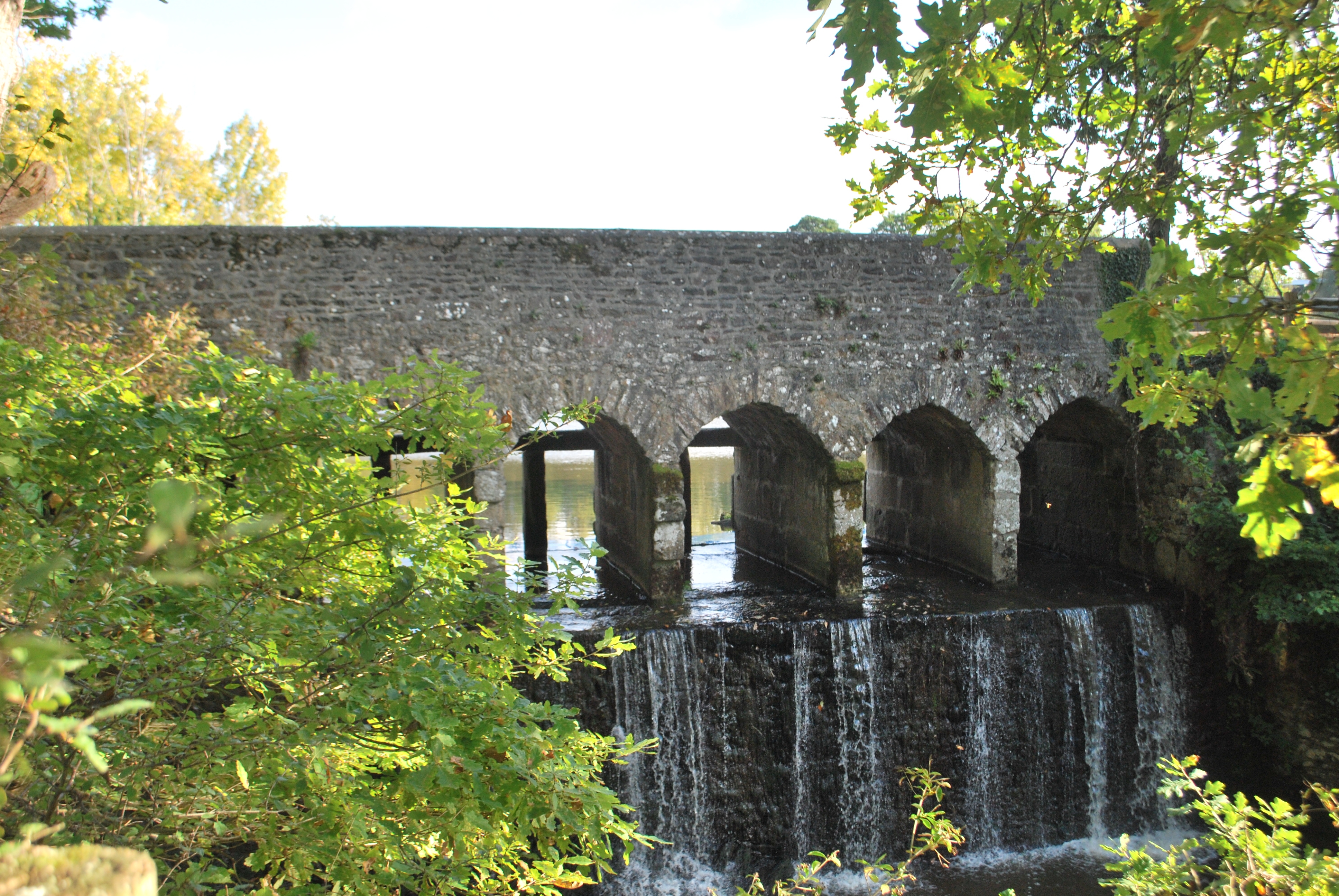
Le pont, face ouest.
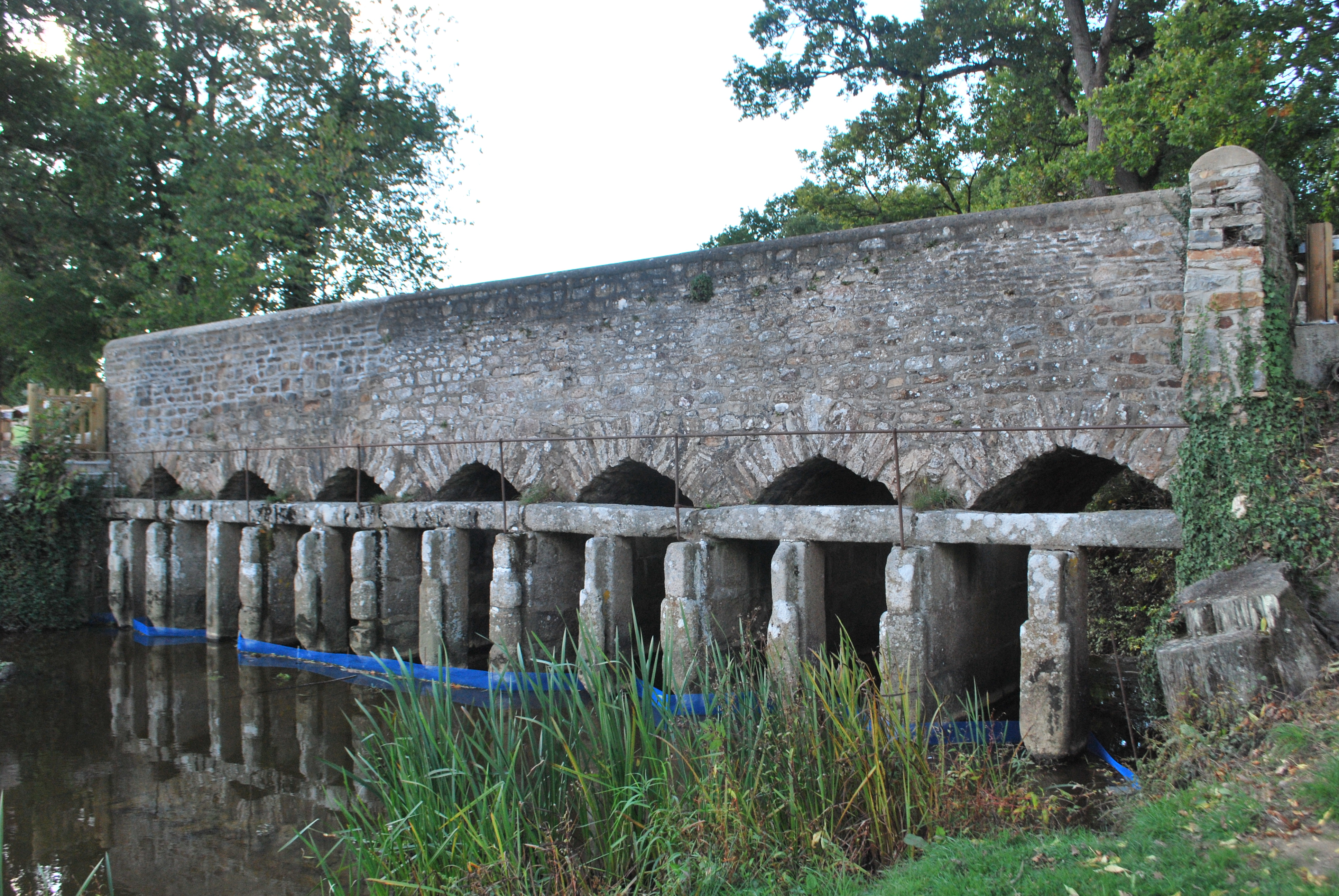
Le pont, face est.

## Patrimoine inscrit

### Le château

#### Historique

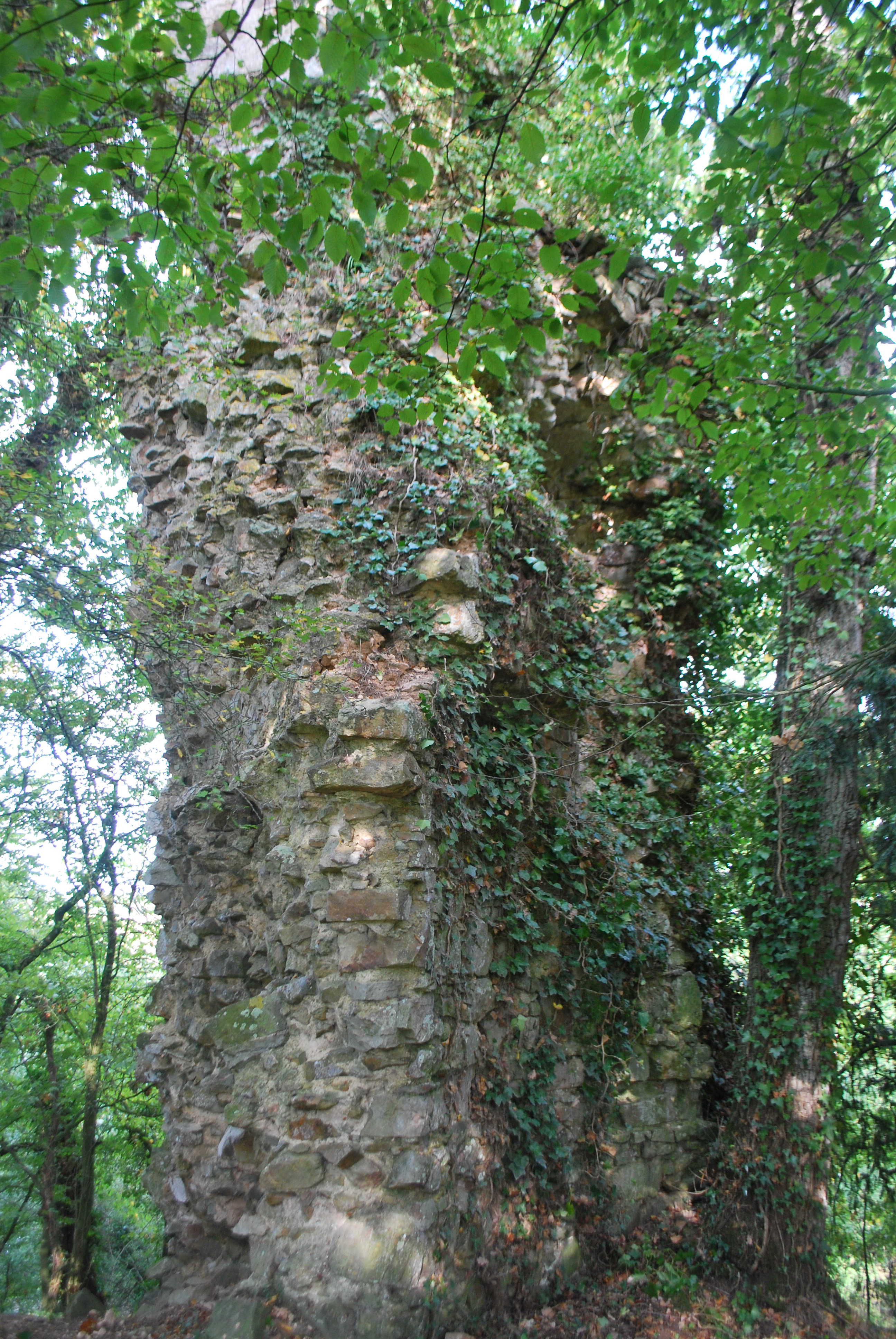
Le seul pan de mur restant du donjon de pierre.

Le château appartient dès ses origines à la maison de Vitré. Robert III de Vitré fait édifier une motte castrale à Chevré dans le courant du XIIe siècle, dans le cadre des guerres l'opposant à Robert de Sérigné, dont la motte est située à seulement 1,6 km de Chevré. Michel Brand'honneur note qu'il s'agit d'un « ouvrage à motte aux dimensions particulièrement imposantes pour le Rennais » et qu'il est mentionné pour la première fois entre 1173 et 1184.
André III de Vitré y fait construire un donjon de pierre au siècle suivant en prévision des luttes contre le duc de Bretagne Pierre Mauclerc, vers 1225 ou 1230. Il est ensuite pris et incendié par les hommes du duc (vers 1230 ou 1233.) Après la défaite de Mauclerc face au roi de France en 1234, André III peut à nouveau faire fortifier ce site (ainsi que ceux de Vitré et de Marcillé), avec les 6000 livres de dédommagement obtenus de ce dernier.
Au début de la guerre de Cent Ans, le château de Chevré est toujours aux mains des seigneurs de Vitré : Frédéric Morvan le liste parmi les possessions des Montmorency-Laval.
Au XVIIIe siècle, ses ruines sont exploitées comme carrière pour réparer la chaussée du moulin, ce qui explique qu'il n'en reste aujourd'hui qu'un pan de mur.

#### Architecture
Le château est situé sur une motte de 11 mètres de haut et d'un diamètre de 38 mètres, entourée d'un fossé large de 16 mètres, et profond de 5.
Les sources divergent concernant la forme du château lui-même : pour Paul Banéat, il s'agissait d'un donjon en pierres non appareillées de trois étages, carré à l'extérieur et circulaire à l'extérieur, haut de 18 mètres et avec des murs épais de 3 m, alors que pour Michel Brand'honneur, le donjon de pierre était circulaire, d'une hauteur de 11,25 mètres et d'un diamètre externe de 15,5 mètres, et comportait trois ou quatre niveaux.

### La chapelle

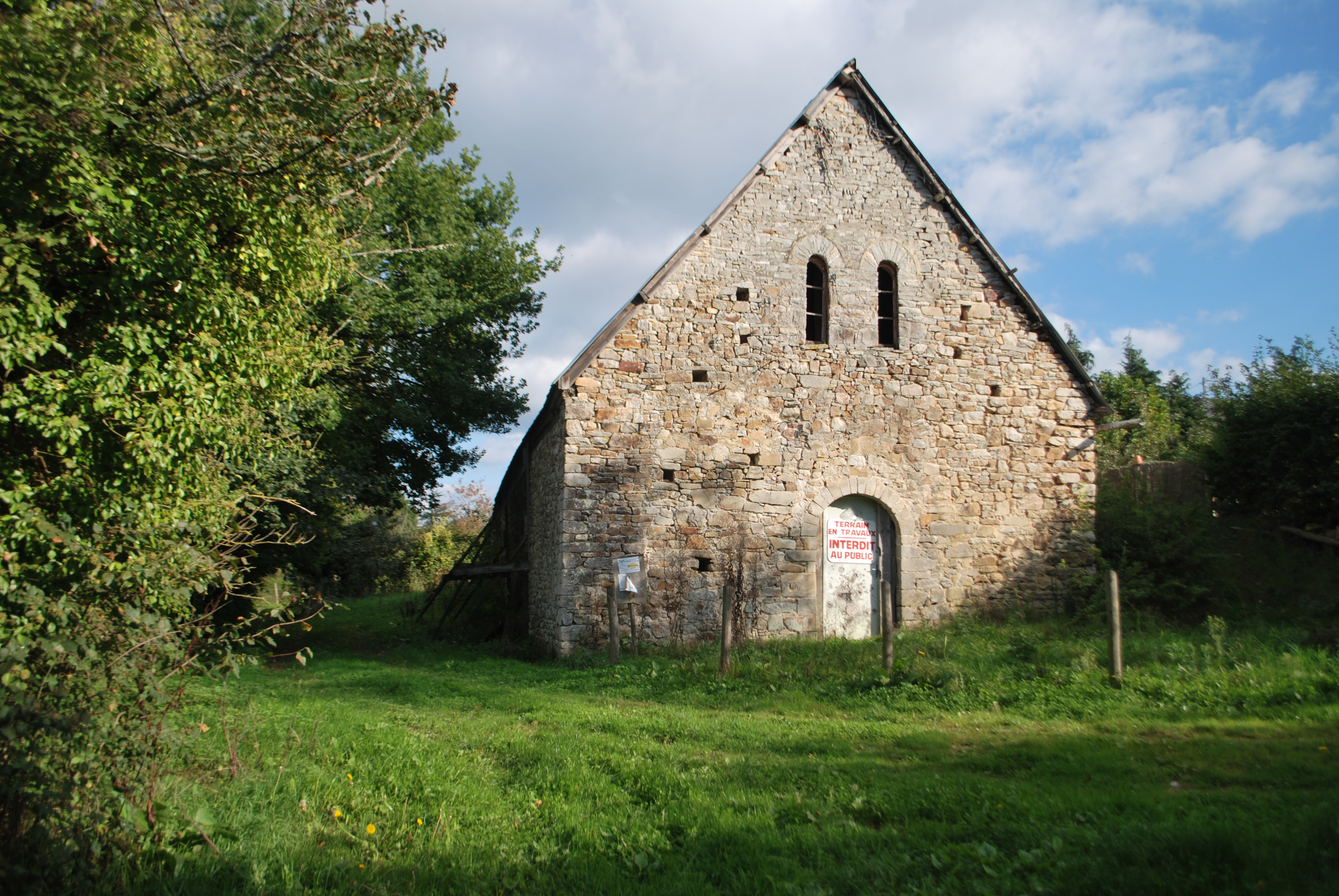
La chapelle.

Pour Paul Banéat, la chapelle date du XIe siècle, alors que la notice sur la base Mérimée la fait dater du dernier quart du XIIe siècle, tout comme le Patrimoine d'Ille-et-Vilaine qui précise qu'elle doit son origine à la motte féodale voisine.

#### Description
Il s'agit d'une chapelle frairienne de style roman, bâtie en grès et constituée d'une nef à chevet droit. Elle a pour toutes fenêtres deux meurtrières sur la façade ouest, une autre sur la face nord et une dernière sur la façade est, où est situé le chevet. Elle fait au XVIe siècle l'objet de grandes restaurations : la charpente date de cette époque, de même qu'un monogramme en tuffeau datant de 1550 et portant le monogramme d'un membre de la famille des Montmorency-Laval, seigneurs de Vitré et Chevré, ainsi que des peintures et sculptures aujourd'hui disparues. En 1643, la charpente du chœur est agrémentée d'un lambris peint représentant les quatre Évangélistes, qui est encore là au moment où Banéat la décrit à la fin des années 1920, mais a aujourd'hui également disparu.

#### Plaques funéraires
Adolphe Orain décrit deux plaques funéraires provenant de cette chapelle et ayant été données au musée archéologique de Rennes : elles sont en faïence de Rennes, et mentionnent respectivement Laurent Lemarchant, seigneur de la Touche mort le 7 décembre 1679 et Péronelle Angélique de la Hurerie, décédée en avril 1681.

## Autres bâtiments notables
Le Patrimoine d'Ille-et-Vilaine liste également d'autres bâtiments à Chevré, qui ne sont quant à eux pas protégés au titre des monuments historiques : 
- la maison « du Sénéchal », bâtie au XVe siècle et ayant subi de profondes modifications aux XVIe et XXe siècles, et qui abrite une série de placards muraux en grès et bois datés « vers le XVe siècle », bien que celle-ci soit incertaine du fait de l'archaïsme des décorations florales des chapiteaux surmontant les pilastres encadrant les placards, et les montants XVIe siècle d'une cheminée, en granit sculptée de riches motifs représentant des feuillages, des pommes de pin, des oiseaux et des quadrupèdes[19].
- le manoir de la Colinière, lui aussi profondément remanié (une des deux tourelles carrées ayant été abattue « récemment », selon Paul Banéat[17], soit au début du XXe siècle), mais il conserve toujours une gerbière datée de 1629[20].

Paul Banéat évoque également l'ancien Auditoire de Chevré, qui se trouvait à la sortie du village : démoli vers 1905, une prison y était accolée.

## Sources
- Paul Banéat, Le département d'Ille-&-Vilaine : Histoire, archéologie, monuments, t. 1 (A-E), Rennes, 1927-1930
- Société des colonies de vacances des écoles publiques de Rennes et du préventorium Rey., Quelques notes sur l'histoire de La Bouëxière, du village de Chevré, du château du Carrefour & de ses environs, Rennes, 1936
- coll., Le patrimoine des communes d'Ille-et-Vilaine, Paris, Flohic, 2000, 1781 p. (ISBN 2-84234-072-8)